# Émile Lévy
Émile Lévy (Parigi, 29 agosto 1826 – Parigi, 4 agosto 1890) è stato un pittore e illustratore francese.

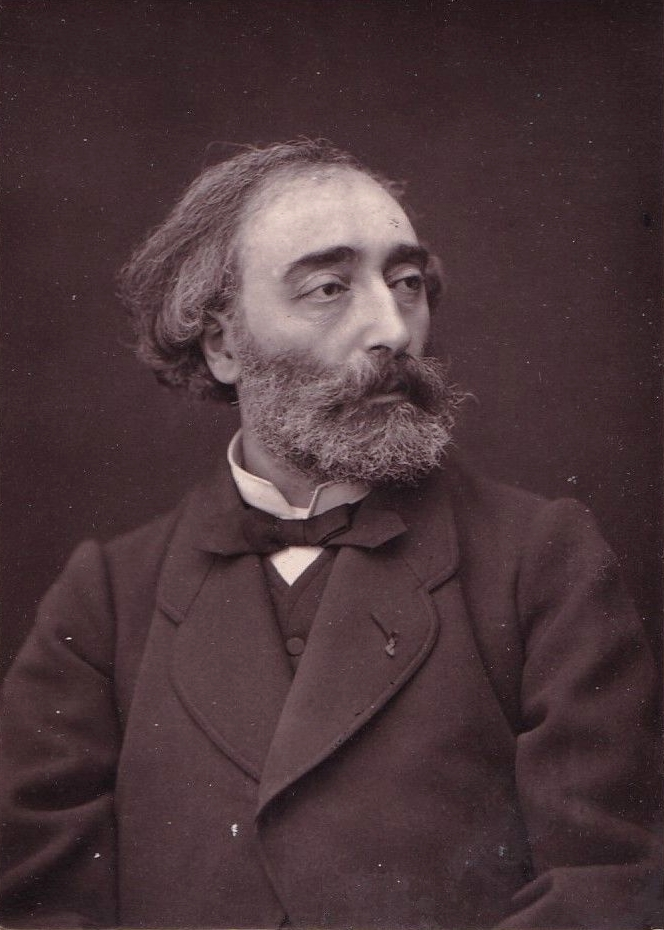
Émile Lévy
Fotografia di Nadar

Fu un artista di scuola accademica, né da essa si discostò mai. Di conseguenza i suoi soggetti furono in prevalenza storici, allegorici e religiosi, anche se egli non trascurò le scene di genere. Fu però anche un abile ritrattista.

## Biografia
Nacque da Samuel Lévy, contabile, e Rachel Horwitz.
Émile Lévy è stato un pittore accademico. Allievo di François-Édouard Picot e di Abel de Pujol, concorse al prix de Rome per la pittura nel 1854, ma ottenne solo il terzo premio con un quadro intitolato Abraham lavant les pieds aux trois anges.
Dal 1855 al 1857 fu comunque presente a Villa Medici.
Con un decreto del 29 giugno 1867 Lévy fu nominato Cavaliere della Legion d'onore.
Morì a Parigi all'età di 64 anni.

## Opere
- La Mort de Vitellius - 1847. Localizzazione sconosciuta.
- Saint Pierre chez Marie - 1848. Localizzazione sconosciuta
- Le Christ et sainte Véronique - verso il 1848.
- Ulysse reconnu par Euryclée - 1849. Localizzazione sconosciuta
- La fête des cabanes - 1850. Collezione privata
- Périclès au lit de mort de son fils - 1851. Parigi, Museo d'Orsay
- Périclès au lit de mort de son fils - 1851. Localizzazione sconosciuta
- Jésus chassant les marchands du temple - 1853. Localizzazione sconosciuta
- Abraham lavant les pieds de trois anges - 1854. Parigi, Museo d'Orsay e "École des beaux-arts"
- La malédiction de Cham par Noé - 1854. Aurillac, Museo d'arte e di archeologia
- La Poésie (da Raffaello) - 1857. Parigi, "École nationale supérieure des beaux-arts"
- Le Souper libre o Le repas libre des martyrs - 1858. Amiens, Museo della Picardia
- Noémi o Ruth et Noémi - 1859. Rouen, Museo di belle arti
- Les Astres - 1860. Parigi, Louvre, sala 88.[4]
- L'Air - 1860. Parigi, Louvre
- L'Eau - 1860. Parigi, Louvre
- La Terre - 1860. Parigi, Louvre
- Le Feu - 1860. Parigi, Louvre
- L'Alliance des Arts - 1861. Le Mans, Museo di Tessé
- Vénus et l'Amour - 1862. Collezione privata
- Vercingétorix se rendant à César - 1863. Localizzazione sconosciuta
- Idylle - 1864. Laon, Museo municipale
- La Présentation de la Vierge au temple - 1864-1867. Parigi, chiesa della Trinità
- La mort d'Orphée - 1866. Parigi, Museo d'Orsay
- Jeune femme assise à la lisière d'un taillis, (schizzo) - 1870. Digione, Museo Magnin
- Le Jugement de Midas - 1870. Montpellier, Museo Fabre
- Scène des champs - 1870. Nantes, Museo di belle arti
- Jeune sainte martyre - 1876. Roubaix, La Piscine, Museo dell'arte e dell'industria André Diligent
- Portrait de jeune homme - 1877. Parigi, Museo d'Orsay
- La meta sudans : fontaine où les lutteurs, sortant du cirque, venaient faire leurs ablutions - verso il 1877. Parigi, Senato, Palais du Luxembourg
- Caligula - 1878. Localizzazione sconosciuta
- Idylle - 1878. Pau, Museo di belle arti
- Portrait d'Henri Coroënne - 1880. Valenciennes, Museo di belle arti
- Portrait de David Chassagnol - 1880. Étampes, Museo municipale
- Portrait de José Maria de Heredia - 1881. Parigi, Museo d'Orsay
- Portrait de Jules Barbey d'Aurevilly - 1882. Versailles, Museo nazionale del Castello
- Diane dans la forêt - 1883. Collezione privata
- Portrait du contre-amiral Miot - 1887. Parigi, Museo d'Orsay
- La naissance de Benjamin - 1888. Localizzazione sconosciuta
- Circé - 1889. Localizzazione sconosciuta
- Silène - 1890. Localizzazione sconosciuta
- Femme au canapé - Le Mans, Museo di Tessé
- La dispute au puits - Collezione privata

## Galleria d'immagini

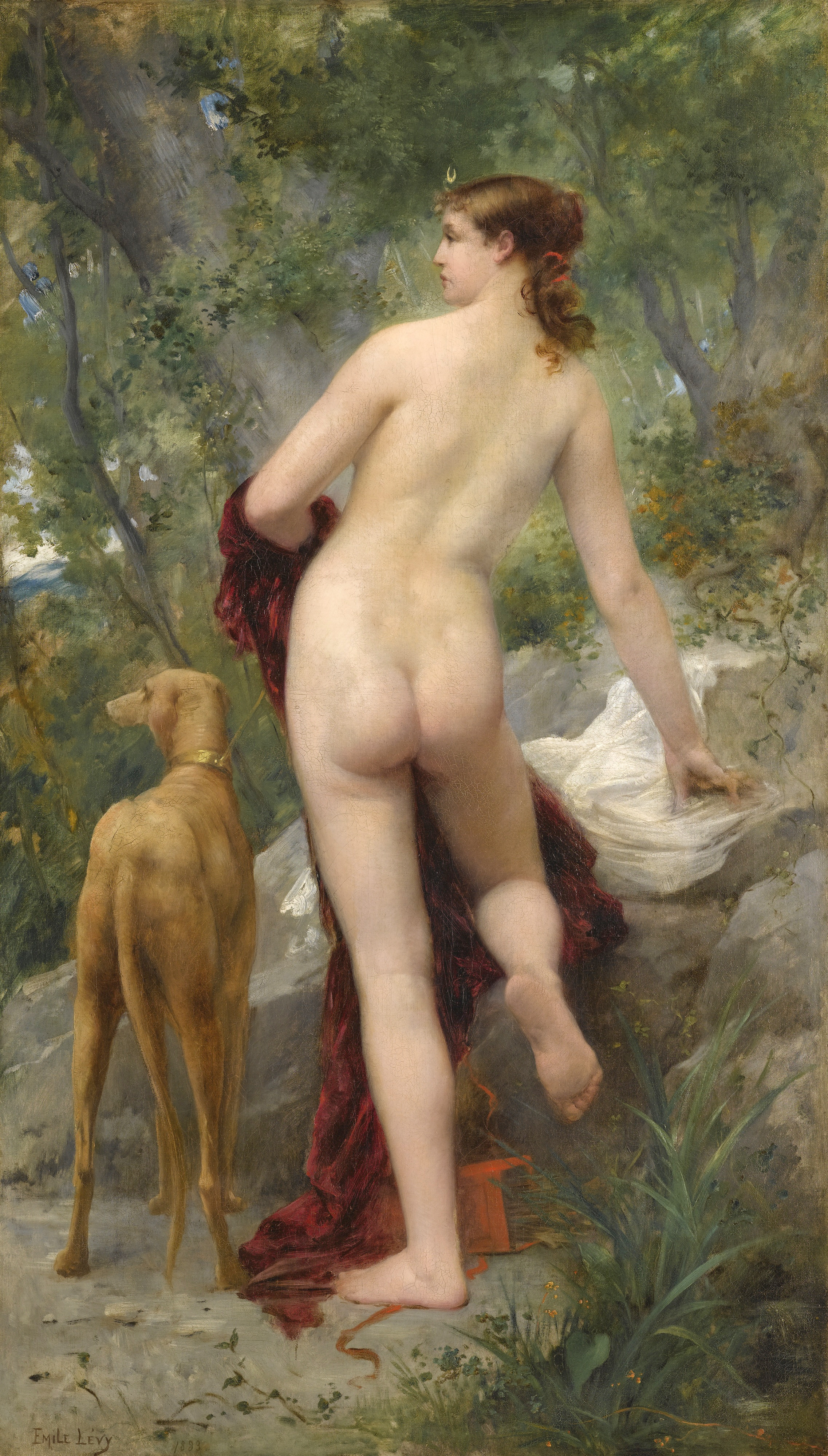
Diana nella foresta
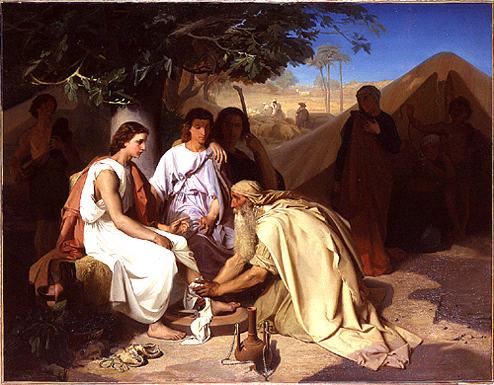
Abramo lava i piedi ai tre angeli
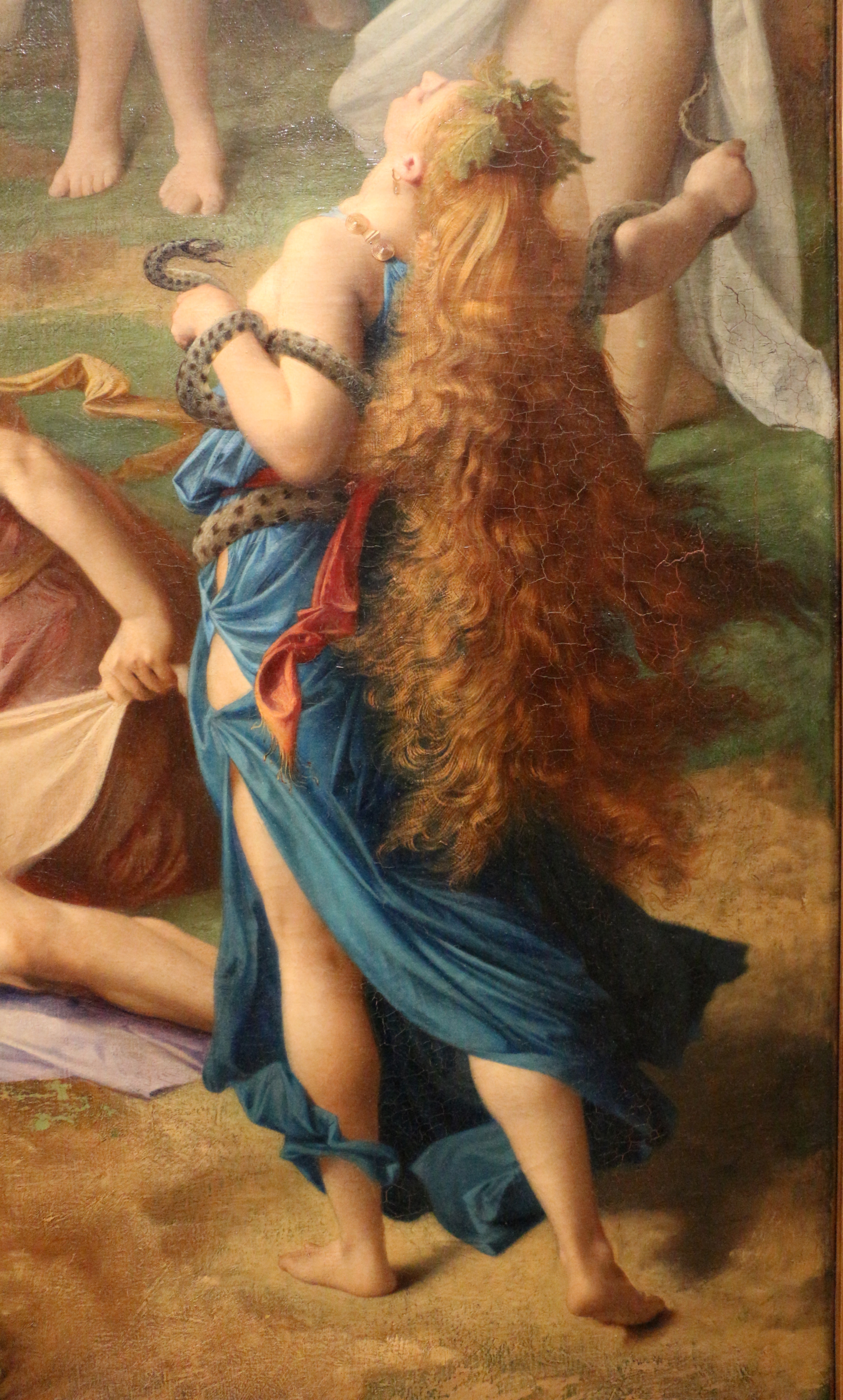
Morte di Orfeo (dettaglio)
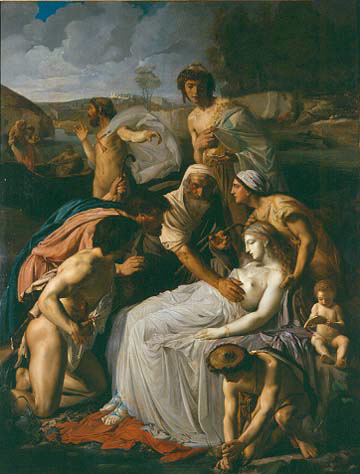
Morte di Zenobia

## Altri progetti

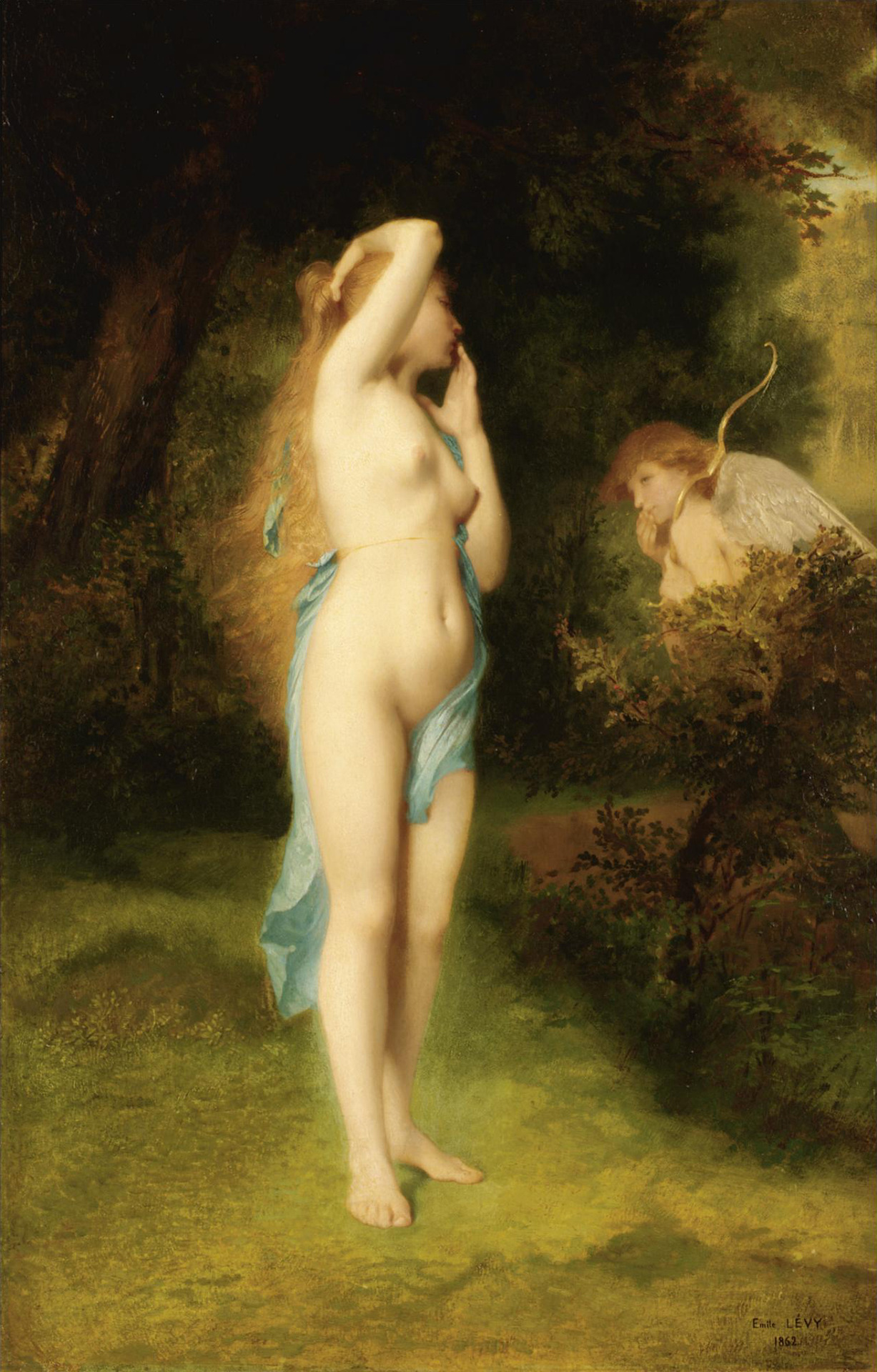
Venere e Cupido

## Allievi
- Lazar Meyer